# Brownsville (Oregon)
Brownsville è una città degli Stati Uniti d'America situata nell'Oregon, nella Contea di Linn.

## Storia
Brownsville era originariamente conosciuta come "Calapooya" dal nome degli abitanti originari della zona, gli indiani Kalapuya, o "Kirk's Ferry", dal servizio di traghettatura operato a mano dai primi coloni Alexander e Sarah Kirk  per attraversare il fiume Calapooia. Quando la Contea di Linn fu creata dalla porzione meridionale dell'allora Contea di Champoeg (in seguito Marion) il 28 dicembre 1847, la Legislatura Provvisoria dell'Oregon scelse Calapooya come sede della contea. La scuola di Spaulding a Brownsville fungeva da tribunale della contea. Brownsville fu nominata in onore di Hugh L. Brown, che vi si stabilì nel 1846 e che aprì il primo emporio.
Nel 1851, la Legislatura Territoriale approvò una legge che istituiva Albany come sede della contea, successivamente confermata nel 1856 con un'elezione speciale.